# Anaglymma impar
Anaglymma impar är en skalbaggsart som först beskrevs av Sylvain Auguste de Marseul 1889.  Anaglymma impar ingår i släktet Anaglymma och familjen stumpbaggar. Inga underarter finns listade i Catalogue of Life.